# Portret van Margarita Trip die als Minerva haar zuster Anna Maria Trip onderwijst
Portret van Margarita Trip die als Minerva haar zuster Anna Maria Trip onderwijst is een schilderij door de Noord-Nederlandse schilder Ferdinand Bol in de Koninklijke Nederlandse Akademie van Wetenschappen in Amsterdam.

## Voorstelling
Het stelt Margarita Trip (1640-1714) voor die als de Romeinse godin Minerva les geeft aan haar 12 jaar jongere zus Anna Maria Trip (1652-1681). Margarita en Anna Maria waren dochters van de rijke koopman Louis Trip en zijn vrouw Emerentia Hoefslager, die samen met Louis' broer Hendrik Trip het imposante Trippenhuis in Amsterdam lieten bouwen. Links dragen twee putti een groot boek, mogelijk een toespeling op de liefde voor kennis. Op de achtergrond is een balustrade te zien met daar achter een parkachtige omgeving met een fontein in de vorm van een putto (of Cupido) op een dolfijn. Dit motief is afkomstig uit de Romeinse kunst. Op de balustrade staat een pauw. Helemaal rechts tegen een muur staat het schild van Minerva met daarop het hoofd van Medusa.

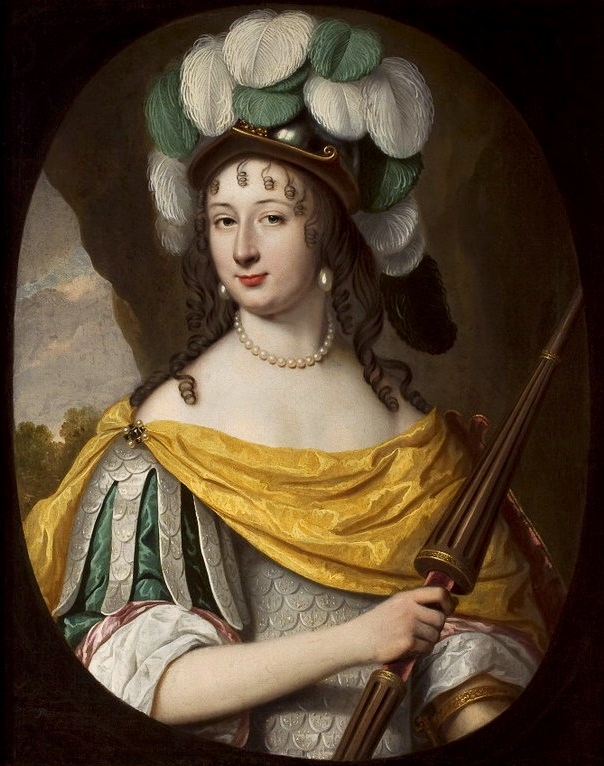
Pieter Nason. Portret van een vrouw als Minerva. 1663. Warschau, Muzeum Narodowe w Warszawie.

Het schilderij was oorspronkelijk bedoeld als schoorsteenstuk in het Trippenhuis. De schilder Ferdinand Bol schilderde een tweede schoorsteenstuk voor dit huis, het Portret van Johanna de Geer met haar twee kinderen Cecilia en Laurens Trip als Caritas, dat net als het portret van Margarita Trip ook een allegorische betekenis bezit. Een schilderij waarin de geportretteerde is weergegeven in bijvoorbeeld een mythologische rol wordt aangeduid met de term portrait historié. Dergelijke portretten komen in de 17e eeuw vaker voor.

## Toeschrijving en datering
Het schilderij is middenonder gesigneerd en gedateerd ‘fBol·1663·’.

## Herkomst
Het werk bevond zich in de hoekkamer op de eerste verdieping van het zuidelijke huis van het Trippenhuis. Het noordelijke huis werd bewoond door Hendrik Trip. Van 1816 tot 1885 was het Rijksmuseum in het Trippenhuis gevestigd. In 1858 vond een verbouwing plaats waarbij de ‘grote zaal’ in tweeën werd gedeeld zodat De Nachtwacht en de Schuttersmaaltijd van Bartholomeus van der Helst tegenover elkaar geplaatst konden worden. Mogelijk werden toen twee schoorsteenstukken van Bol van hun oorspronkelijke plaats gehaald en toegevoegd aan de collectie van het Rijksmuseum. Het werk bevindt zich tegenwoordig weer in het Trippenhuis als bruikleen van het Rijksmuseum aan de Koninklijke Nederlandse Akademie van Wetenschappen.